# Isola di Aix
L'isola di Aix è un'isola francese nell'Oceano Atlantico, al largo delle coste della Charente Marittima. Essa fa parte dell'arcipelago charentais ed è posta ad est dello stretto di Antioche, fra l'isola di Oléron e Fouras, all'estremità settentrionale del vasto estuario del fiume Charente. È piuttosto piatta ed il suo punto più elevato (15 m s.l.m.) si trova sulla falesia dietro il forte Liédot.

## Geografia

Cartina dell'isola

Si tratta di una piccola isola di circa 1,29 mq, che ha la forma di un croissant o di un'ancora di nave, larga 600 m e lunga 3 km, con uno sviluppo costiero di circa 7,5 km.
La costa è costituita da rocce e falesie rocciose a sud e a nord e da spiagge sabbiose ad ovest ed a est.
La popolazione è suddivisa fra il borgo fortificato a sud, il villaggio di Bois-Joli, le Petites Maisons al bordo dell'ansa del Saillant ed alcune case sparpagliate verso nord-ovest. Un terzo della sua superficie è coperta da una piccola foresta, con qualche edificio all'interno della medesima. A nord si trova una zona chiamata le Marais, ove pascolano cavalli. Questa parte dell'isola è costituita da campi. All'uscita del borgo vi sono bacini per ostricoltura.

## Accesso
L'accesso all'isola d'Aix avviene per via marittima, poiché essa è separata dal continente da uno stretto lungo 6 km. Durante tutto l'anno un servizio di traghetto assicura il collegamento con il porto della Fumée, a nord di Fouras. Durante la stagione estiva i collegamenti sono assicurati anche da La Rochelle o dalle vicine isole di Ré e di Oléron. In media ogni anno transitano fra il continente e l'isola 250.000 passeggeri. La circolazione di automobili private a scopo turistico sull'isola è vietato: solo una dozzina di auto isolane possono circolarvi più, naturalmente, i veicoli industriali che giungono con il traghetto per consegnare merci e materiali.
Gli spostamenti sull'isola avvengono a piedi, in bicicletta o in calesse. Numerosi sentieri e strade segnalate consentono la visita alla campagna, ai monumenti ed alle curiosità turistiche.

## Fauna e flora
La fauna terricola è costituita da conigli, roditori di ogni tipo, etc.
Numerosi volatili, certamente provenienti dal continente, popolano l'isola: tortore, merli, piccioni, passeri, rondini e piccole colonie di uccelli marini quali gabbiani, cormorani, sterne, che si raggruppano sui cigli rocciosi quando sale la marea e qualche uccello solitario di palude come trampolieri ed egrette. Una colonia di oche colombaccio staziona d'inverno sulle aree fangose dell'isola.
Tutti i tipi di fiori selvatici della zona, più qualche specie endemica, crescono sull'isola.

## Storia
L'isola doveva essere abitata già dall'età del ferro, dato che nel 1822 vi è stato ritrovato un sarcofago contenente uno scheletro ed un pezzo di spada di quel periodo.
Anche i romani vi hanno lasciato tracce, come emerse da scoperte di sepolcri avvenute nel 1779.
L'isola venne invasa e saccheggiata dai Normanni nel 844, gli abitanti furono trucidati ed il priorato benedettino distrutto.
Essa fu ceduta, nel 1067, da Isamberto di Châtelaillon all'abbazia di Cluny, che vi istituì un nuovo priorato (chiesa di San Martino), gestito da una modesta comunità di monaci. Attorno a questa struttura si sviluppò un villaggio. Elba di Châtelaillon se la riprese alla morte del padre, avvenuta nel 1089, e la rese solo nel 1096, dietro le pressioni del duca Guglielmo di Aquitania e sotto minaccia di scomunica.
Nel 1263 il Sénéchal de France Giovanni di Natoli (Jean de Nanteuil), cavaliere milites e Signore di Tours, fu priore dell'Isola di Aix.
Durante i successivi conflitti tra Francia ed Inghilterra l'isola venne saccheggiata più volte e per quasi due secoli rimase disabitata.
L'Editto di Nantes, nel 1598 stabilì la pace e qualche abitante vi si stabilì come agricoltore.
Poiché l'isola si trova al centro della cintura fortificata che proteggeva la rada dell'arsenale di Rochefort, ai tempi del cardinale Richelieu vennero costruiti due forti, rafforzati successivamente da Vauban, collegati sul profilo costiero dell'isola da una serie di batterie, attivate in tempo di guerra, il cui fronte proseguiva con altre fortezze sul continente, sull'isola di Oleron e nel Pertuis de Maumusson (stretto di Maumusson) con il Fort Louvois.
A metà del XVIII secolo Luigi XV di Francia vi fece erigere grosse fortificazioni. Queste non erano ancora terminate allorché, il 23 settembre 1757, una flotta inglese, al comando dell'ammiraglio Hawke e composta da diciotto vascelli di linea, nove fregate e due galeote, più 90 navi da trasporto con a bordo un totale di 11.000 soldati, attaccò le fortificazioni. Tre giorni dopo la debole guarnigione dell'isola dovette arrendersi, dopo aver distrutto i propri cannoni e le opere difensive. Gli inglesi distrussero il dongione ed il villaggio e si portarono via la campana della chiesa, dopo averne distrutto il campanile.
A causa della realizzazione, troppo tardiva, del fort Boyard, la rada rimase aperta, esponendo al nemico, in caso di attacco, le navi ivi ancorate o quelle in attesa di risalire la Charente. Essendo quest'ultima troppo poco profonda per il pescaggio delle navi di alto mare, obbligava queste ultime a sbarcare una parte del loro carico e della loro artiglieria.
Verso il 1770, il marchese di Montalembert, proprietario delle fonderie de Ruelle, che fabbricavano cannoni per la marina reale francese, presentò invano la sua Mémoire sur les fortifications, poiché fu sconfessato dal duca di Choiseul, allora ministro della difesa. Egli fece costruire a sue spese il forte dell'isola di Aix. Questo forte, in anticipo sui tempi, era equipaggiato con i cannoni di maggior calibro dell'epoca: la sua solidità resistette a tutte le prove di tiro e le scosse provocate dalle salve di cannone non provocarono alcun danno all'edificio, come riteneva invece il ministro, e il suo costo fu di poco inferiore al preventivo. Questi nuovi cannoni, a grande gittata, resero già superata l'idea del forte Boyard, costruito a metà strada fra l'isola di Oleron e quella di Aix.
L'isola conobbe un periodo d'intensa attività durante il Primo Impero.  Nel 1801, approfittando di una breve tregua nella guerra, che opponeva la Francia alla Gran Bretagna da nove anni, il Primo console, Napoleone Bonaparte, approvò un nuovo progetto che rilanciava l'idea di erigere un forte su la Longe de Boyard, il banco di sabbia tra Oléron ed Aix. Da quel momento la rada fu sede di un'intensa attività di piccole imbarcazioni e di operai. Più di 60.000 m3 di rocce provenienti dalla Punta di Coudepont, sull'isola, furono trasportati e depositati sul banco di sabbia tra il maggio 1804 ed il giugno 1809. Il cantiere venne abbandonato dopo i combattimenti dell'aprile del 1809.

### Le fortificazioni

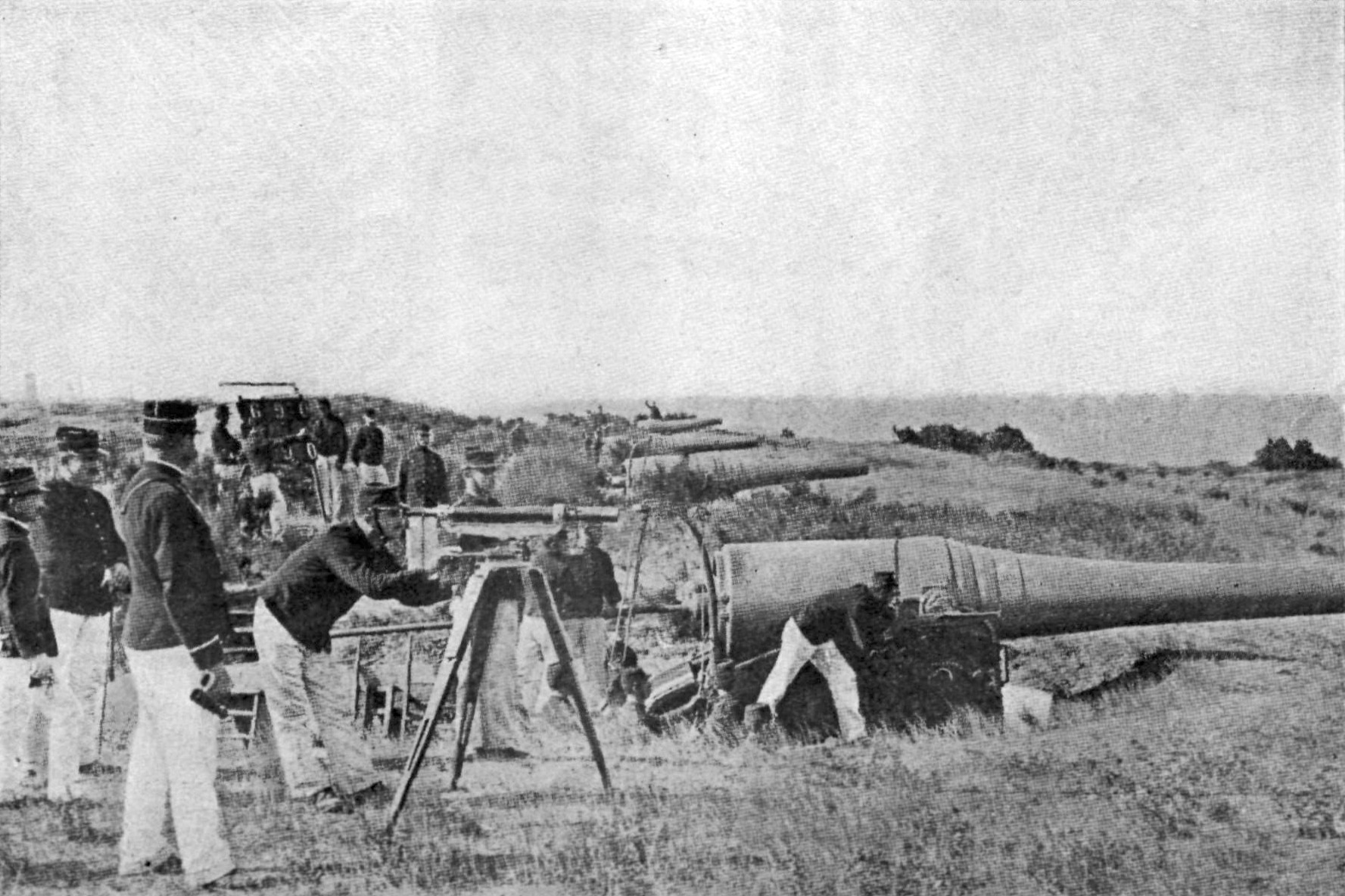
Batteria di Jamblet alla fine del XIX secolo (cannoni di 24 cm modello 1876 su affusto modello GPC).

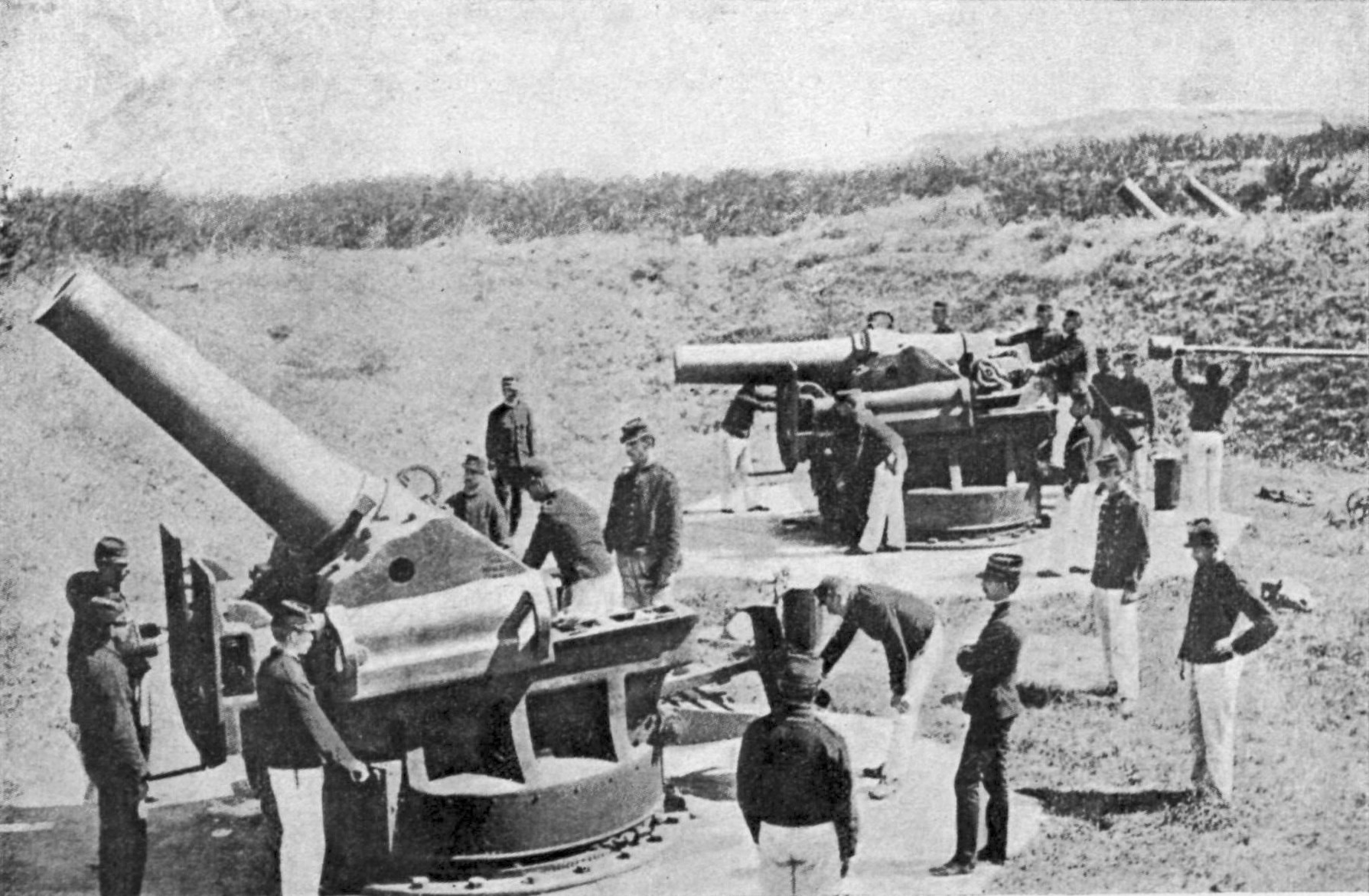
Batteria de la Tente, mortaio da 270 Modello 1889 su affusto G.

L'isola faceva parte della cintura di protezione di Rochefort, con l'isola di Ré, a nord, e quella di Oléron, a sud. Essa era costituita da forti, batterie e da bastioni.
Sull'isola :
- Il forte de la Rade (l'attuale : 1810/1814, il primo: 1692/1704, il secondo: 1778/1779), circondato da fossati, con accesso dalla punta sud attraverso un ponte;
- Il borgo intramuros, separato dal forte a sud, e dal resto dell'isola, a nord, da parte di alcuni fossati;
- La batteria di la Force, risalendo la costa occidentale;
- La batterie del Moulin ;
- La batteria di Tridoux ;
- La batteria di Bois-Joli ;
- La batteria di Jamblet, oggi adattato a museo ;
- La batteria di Fougères ;
- La batteria del Parco, alla coda nord-ovest ;
- La batteria di la Tente ;
- La batteria Saint-Eulard ;
- La batteria di Rechignard ;
- Il forte Liédot (1810/1934-1880), costruito sul punto più alto dell'isola;
- La batteria del forte di Coudepont, sulla punta est dell'isola (proprietà privata).

Intorno all'isola :
- Il forte Enet, tra la Pointe de la Fumée (Fouras) e l'isola di Aix.
- Il fort Boyard, entra in Boyardville e l'isola di Aix.

Nel 1880, nel corso delle opere sulle batterie di Jamblet e di Tridoux, sono state trovate ossa di preti cosiddetti "refrattari", cioè quei preti che, durante la rivoluzione francese, non avevano accettato la Costituzione civile del clero. Le ossa furono trasferite dapprima nella cripta della chiesa di San Martino e successivamente nell'altar maggiore.

### La battaglia dell'isola di Aix

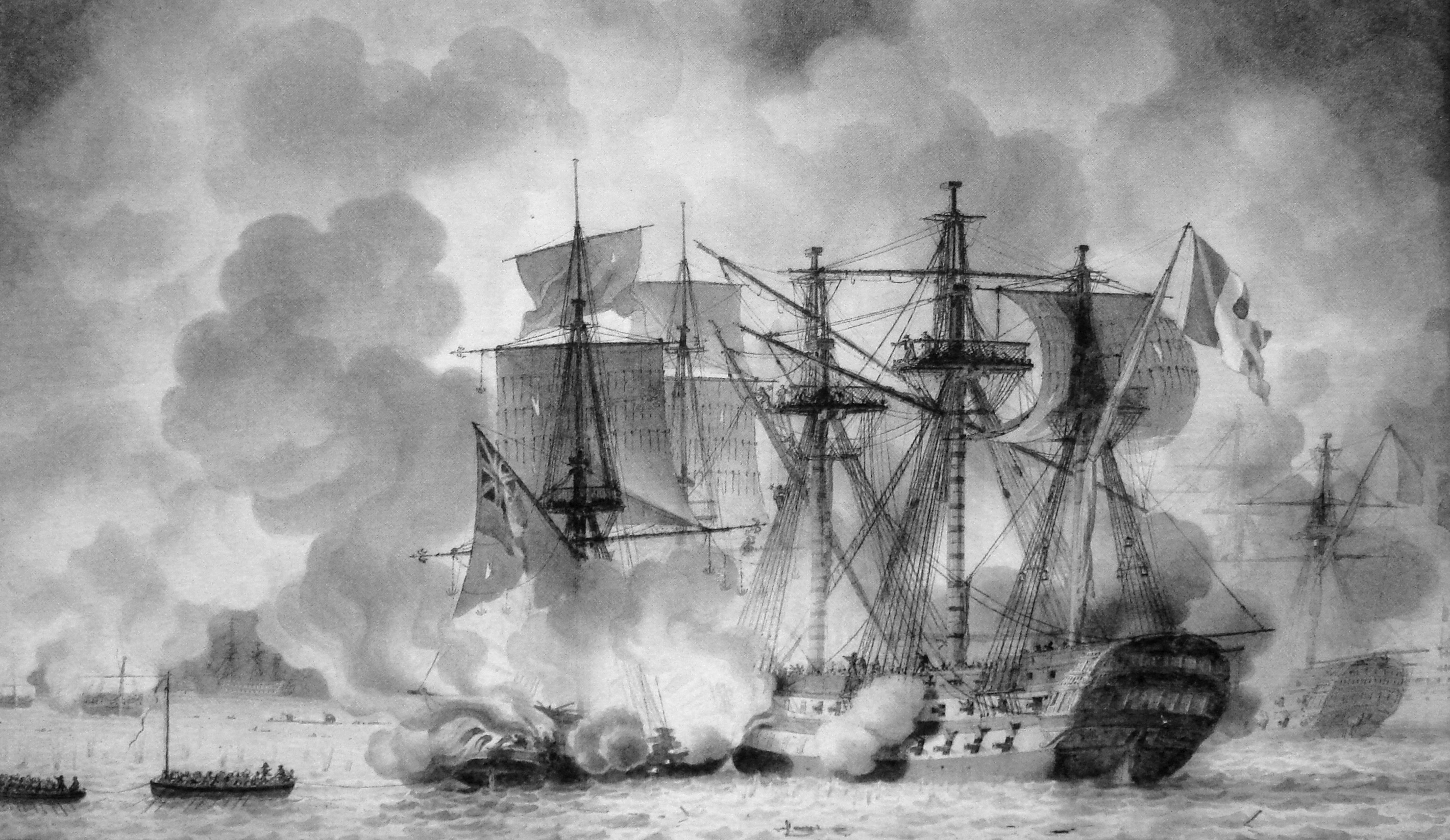
I vascelli francesi alle prese con i brulotti nemici la sera dell'11 aprile 1809. Dipinto di Louis-Philippe Crépin.

I giorni 11 e 12 di aprile 1809, con l'utilizzo di brulotti,  gl'inglesi attaccarono la flotta di 11 vascelli e 4 fregate del viceammiraglio Zaccaria Allemand, alla fonda dinnanzi all'ingresso della Charente, mentre stava per prendere il mare per portare rinforzi alle Antille, ancora in possesso della Francia. Fu un disastro per la flotta francese che perse quattro vascelli ed una fregata.

### 1815, imbarco per l'isola di Sant'Elena

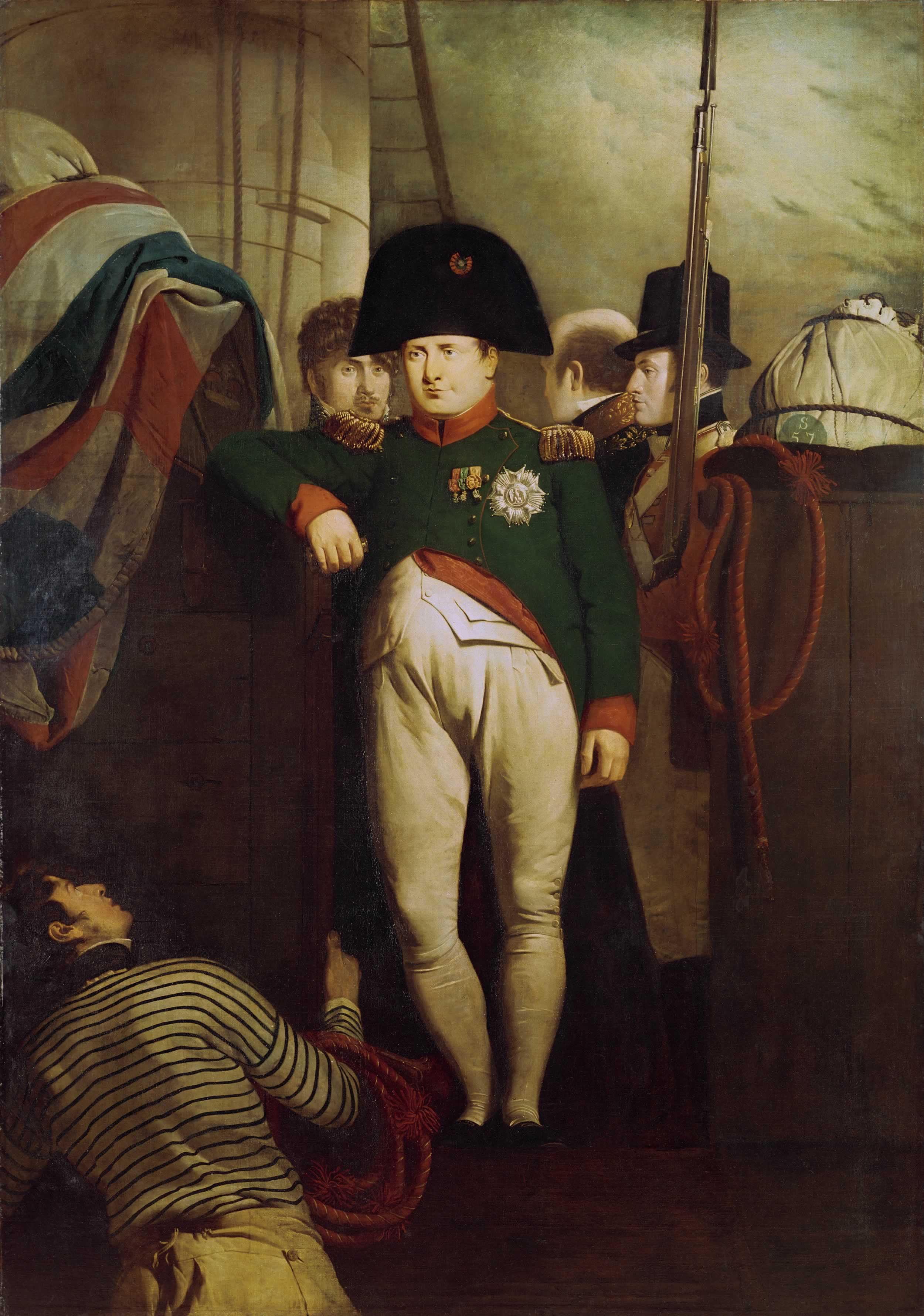
Napoleone a bordo del Bellerophon, di Charles Lock Eastlake, 1815.

Nel luglio 1815, dopo la disfatta di Waterloo, Napoleone Bonaparte credeva ancora di poter fuggire in America e così partì dal castello di Rueil, in carrozza con il suo aiutante di campo, per andare a Rochefort, ove passò la notte, e poi a Fouras, sulla spiaggia sud.
Nella rada egli vide due fregate francesi: la Saale e la Méduse. Al largo si trovava anche una flotta britannica, che bloccava la rada dell'isola di Aix. Vennero elaborati numerosi progetti per consentire all'imperatore di sfuggire al blocco, ma egli vi rinunciò. Decise quindi di salire a bordi della Saale e di raggiungere l'isola di Aix il giorno 9 luglio 1815. Il giorno successivo egli inviò due emissari su una della navi inglesi, il Bellerophon, pensando di trovarvi l'ammiraglio Hotham, ma essi vi trovarono il comandante, contrammiraglio Maitland.
Dopo alcuni giorni di riflessione Napoleone decise, il 14 luglio, di arrendersi e stese una lettera per il comandante Maitland. All'alba del 15 luglio egli s'imbarcò insieme ad alcuni fedelissimi a bordo di un brick francese, L'Épervier, posizionato di fronte al Fort Boyard e comandato da Olivier Jourdan de La Passardière; fu accolto con grande emozione dall'equipaggio e l'imbarcazione si diresse, dietro sua richiesta, verso il Bellerophon. Napoleone ed il suo seguito vennero presi infine a bordo di un canotto inglese, venuto incontro all'L'Epervier, che si diresse verso il Bellerophon ed egli salì così a bordo di questa nave britannica, che lo condusse al suo esilio.